# Lista de canções compostas por Camila Cabello
Canções compostas pela cantora cubana americana Camila Cabello.

## Musicas

### 2013 - 2016
| Ano  | Artista                            | Canção                          | Álbum                 | Letra   | Letra | Produção | Produção                                                                               | Ref.  |
| Ano  | Artista                            | Canção                          | Álbum                 | Crédito | Com | Crédito  | Com                                                                                    | Ref.  |
| ---- | ---------------------------------- | ------------------------------- | --------------------- | ------- | --- | -------- | -------------------------------------------------------------------------------------- | ----- |
| 2013 | Fifth Harmony                      | Who Are You                     | Better Together       | Sim     | - Julian Bunetta, - PJ Bianco, - Nasri Atweh, - Ally Brooke, - Dinah Hansen, - Lauren Jauregui, - Normani Kordei | Não      | —                                                                                      |       |
| 2013 | Fifth Harmony                      | Me & My Girls                   | Better Together       | Sim     | - Brooke, - Hansen, - Jauregui, - Kordei, - Julian Bunetta - PJ Bianco - Beau Dozier - John Ryan | Não      | —                                                                                      |       |
| 2013 | Fifth Harmony                      | Don't Wanna Dance Alone         | Better Together       | Sim     | - Normani Kordei - Ally Brooke Hernandez - Lauren Jauregui - Dinah Jane Hansen - Julian Bunetta - Andre Merrit | Não      | —                                                                                      |       |
| 2015 | Shawn Mendes e Camila Cabello      | I Know What You Did Last Summer | Handwritten Revisited | Sim     | - Shawn Mendes - Ido Zmishlany - Noel Zancanella - Bill Wither | Sim      | - Shawn Mendes - Ido Zmishlany - Bill Withers - Noel Zancanella                        | [ 1 ] |
| 2016 | Fifth Harmony (com Fetty Wap)      | All in My Head (Flex)           | 7/27                  | Sim     | - Mikkel Eriksen - Tor Hermansen - Benjamin Levin - Willie Maxwell II - Skye Sweetnam - Daystar Peterson - Nolan Lambroza - Julia Cavazos - Brian Garcia - Ewart Brown - Clifton Dillon - Richard Foulks - Lauren Jauregui - Normani Kordei Hamilton - Dinah Jane Hansen - Ally Brooke Hernandez - Herbert Harris - Leroy Romans - Lowell Dunbar - Brian Thompson - Handel Tucker | Não      | —                                                                                      |       |
| 2016 | Machine Gun Kelly e Camila Cabello | Bad Things                      | Bloom                 | Sim     | - Colson Baker - Joe Khajadourian - Alex Schwartz - Madison Love - Tony Scalzo | Sim      | - Richard Colson Baker - Tony Scalzo - Alex Schwartz - Madison Love - Joe Khajadourian | [ 2 ] |

### 2017 - 2018
| Ano  | Artista                                                 | Canção                 | Álbum                             | Letra   | Letra | Produção | Produção          | Ref.  |
| Ano  | Artista                                                 | Canção                 | Álbum                             | Crédito | Com | Crédito  | Com               | Ref.  |
| ---- | ------------------------------------------------------- | ---------------------- | --------------------------------- | ------- | --- | -------- | ----------------- | ----- |
| 2017 | Cashmere Cat (com Camila Cabello)                       | Love Incredible        | 9                                 | Sim     | - Mangus Høiberg - Benjamin Levin - Sophie - Samuel Long - Theron Thomas - Timothy Thomas                                                      | Não      | —                 |       |
| 2017 | Pitbull (com J Balvin e Camila Cabello)                 | Hey Ma                 | The Fate of the Furious The Album | Sim     | - Armando Christian Perez - Jose Balvin - Jamie Sanderson - Tinashe Sibanda - Philip Kembo - Soaky Siren - Johnny Yukon                        | Não      | —                 |       |
| 2017 | Camila Cabello                                          | Crying in the Club     | Single sem álbum                  | Sim     | - Benjamin Levin - David Frank - Nathan Perez - Pamela Sheyne - Steve Kipner - Sia Furler                                                      | Não      | —                 |       |
| 2017 | Camila Cabello                                          | I Have Questions       | Single sem álbum                  | Sim     | - Jesse Shatkin - Bibi Bourelly | Não      | —                 |       |
| 2017 | Major Lazer (com Travis Scott, Camila Cabello, e Quavo) | Know No Better         | Know No Better                    | Sim     | - Brittany Hazzard - Quavious Marshall - Jacques Webster - Henry Allen - Thomas Pentz                                                          | Não      | —                 |       |
| 2017 | Camila Cabello (com Quavo)                              | OMG                    | Single sem álbum                  | Sim     | - Charli XCX - Quavo - Noonie Bao - Sasha Sloan - Tor Erik Hermansen - Mikkel Storleer Eriksen                                                 | Não      | —                 |       |
| 2017 | Camila Cabello (com Young Thug)                         | Havana                 | Camila                            | Sim     | - Jefferey Williams - Louis Bell - Kaan Gunesberk - Adam Feeney - Brittany Hazzard - Ali Tamposi - Brian Lee - Andrew Watt - Pharrell Williams | Não      | —                 |       |
| 2017 | Camila Cabello                                          | Never Be the Same      | Camila                            | Sim     | - Adam Feeney - Leo Rami Dawod - Jacob Ludwig Olofsson - Noonie Bao - Sasha Sloan                                                              | Não      | —                 |       |
| 2018 | Camila Cabello e Grey                                   | Crown                  | Bright: The Album                 | Sim     | - Kyle Trewartha - Michael Trewartha - Sarah Aarons                                                                                            | Não      | —                 |       |
| 2018 | Camila Cabello                                          | All These Years        | Camila                            | Sim     | - Adam Feeney - Kaan Gunesberk - Jeff Gitelman - Mustafa Ahmed                                                                                 | Não      | —                 | [ 3 ] |
| 2018 | Camila Cabello                                          | She Loves Control      | Camila                            | Sim     | - Sony John Moore - Adam Feeney - Louis Bell - Ilsey Juber - Mustafa Ahmed                                                                     | Não      | —                 | [ 3 ] |
| 2018 | Camila Cabello                                          | Inside Out             | Camila                            | Sim     | - Brittany Hazzard - Adam Feeney - Tyler Williams - Gunesberk                                                                                  | Não      | —                 | [ 3 ] |
| 2018 | Camila Cabello                                          | Consequences           | Camila                            | Sim     | - Nicolle Galyon - Amy Wadge - Emily Weisband                                                                                                  | Não      | —                 | [ 3 ] |
| 2018 | Camila Cabello                                          | Real Friends           | Camila                            | Sim     | - Lee - Billy Walsh - Bell - Mustafa Ahmed | Não      | —                 | [ 3 ] |
| 2018 | Camila Cabello                                          | Something's Gotta Give | Camila                            | Sim     | - Jesse Saint John - Sarah Hudson - James Abrahart - Alex Schwartz - Joe Khajadourian                                                          | Não      | —                 | [ 3 ] |
| 2018 | Camila Cabello                                          | In the Dark            | Camila                            | Sim     | - Madison Love - Simon Wilcox - James Abrahart - Adam Feeney                                                                                   | Não      | —                 | [ 3 ] |
| 2018 | Camila Cabello                                          | Into It                | Camila                            | Sim     | - Bell - Adam Feeney - Ryan Tedder - Justin Tranter                                                                                            | Não      | —                 | [ 3 ] |
| 2018 | Elijah Woods x Jamie Fine                               | Ain't Easy             | 8:47                              | Sim     | - Ryan Tedder - Zack Skelton | Não      | —                 |       |
| 2018 | Pharrell Williams e Camila Cabello                      | Sangria Wine           | Single sem álbum                  | Sim     | - Pharrell Williams - Bianca Landrau | Sim      | Pharrell Williams |       |
| 2018 | Kungs e Stargate (com Goldn)                            | Be Right Here          | Single sem álbum                  | Sim     | - Valentin Brunel - Charli XCX - Noonie Bao - Sasha Sloan - Mikkel Eriksen - Tor Erik Hermansen - Robbie Bergin                                | Não      | —                 |       |
| 2018 | Bazzi (com Camila Cabello)                              | Beautiful              | Single sem álbum                  | Sim     | - Andrew Bazzi - Kevin Edward Brewster White - Michael Clinton Woods                                                                           | Não      | —                 | [ 4 ] |

### 2019
| Ano  | Artista                                   | Canção                  | Álbum                       | Letra   | Letra | Produção | Produção | Ref. |
| Ano  | Artista                                   | Canção                  | Álbum                       | Crédito | Com | Crédito  | Com      | Ref. |
| ---- | ----------------------------------------- | ----------------------- | --------------------------- | ------- | --- | -------- | -------- | ---- |
| 2019 | Alejandro Sanz e Camila Cabello           | Mi Persona Favorita     | El Disco                    | Sim     | - Alejandro Sanz | Não      | —        |      |
| 2019 | Mark Ronson (com Camila Cabello)          | Find U Again            | Late Night Feelings         | Sim     | - Kevin Parker - Mark Ronson - Ilsey Juber | Não      | —        |      |
| 2019 | Ed Sheeran (com Camila Cabello e Cardi B) | South of the Border     | No.6 Collaborations Project | Sim     | - Ed Sheeran - Belcalis Almanzar - Fred Gibson - Jordan Thorpe - Steve Mac                                                                                               | Não      | —        |      |
| 2019 | Shawn Mendes e Camila Cabello             | Señorita                | Shawn Mendes e Romance      | Sim     | - Shawn Mendes - Charlotte Aitchison - Jack Patterson - Magnus August Høiberg - Andrew Watt - Benjamin Levin - Ali Tamposi                                               | Não      | —        |      |
| 2019 | Camila Cabello                            | Shameless               | Romance                     | Sim     | - Alexandra Tamposi - Andrew Wotman - Jonathan Bellion - Jordan Johnson - Stefan Johnson                                                                                 | Não      | —        |      |
| 2019 | Camila Cabello                            | Living Proof            | Romance                     | Sim     | - Alexandra Tamposi - Justin Tranter - Mattias Larsson - Robin Fredriksson                                                                                               | Não      | —        |      |
| 2019 | Camila Cabello                            | Should've Said It       | Romance                     | Sim     | - Louis Bell - Adam Feeney - Nate Mercereau - Eric Frederic - Andrew Wotman - Alexandra Tamposi                                                                          | Não      | —        |      |
| 2019 | Camila Cabello                            | Liar                    | Romance                     | Sim     | - Alexandra Tamposi - Andrew Wotman - Jonathan Bellion - Jordan Johnson - Stefan Johnson - Jenny Berggren - Jonas Berggren - Malin Berggren - Ulf Ekberg - Lionel Richie | Não      | —        |      |
| 2019 | Camila Cabello                            | Bad Kind of Butterflies | Romance                     | Sim     | - Philip Constable - Alexandra Tamposi - Lindsay Gilbert - Crystal Nicole - J. Johnson - S. Johnson - Oliver Peterhof                                                    | Não      | —        |      |
| 2019 | Camila Cabello                            | Easy                    | Romance                     | Sim     | - Justin Tranter - John Hill - Adam Feeney - Louis Bell - Carter Lang - Westen Weiss                                                                                     | Não      | —        |      |
| 2019 | Camila Cabello                            | Feel It Twice           | Romance                     | Sim     | - Louis Bell - Adam Feeney - Tommy Paxton Beesley - Matthew Tavares | Não      | —        |      |
| 2019 | Camila Cabello                            | Dream of You            | Romance                     | Sim     | - Mattias Larsson - Robin Fredriksson - Justin Tranter | Não      | —        |      |
| 2019 | Camila Cabello                            | Cry for Me              | Romance                     | Sim     | - Ryan Tedder - Adam Feeney - Louis Bell | Não      | —        |      |
| 2019 | Camila Cabello                            | This Love               | Romance                     | Sim     | - Sam Roman - Dayyon Alexander Drinkard - Jeff Shum | Não      | —        |      |
| 2019 | Camila Cabello                            | Used to This            | Romance                     | Sim     | - Finneas O'Connell - Amy Wadge | Não      | —        |      |
| 2019 | Camila Cabello                            | First Man               | Romance                     | Sim     | - Jordan Reynolds - Wadge | Não      | —        |      |
| 2019 | Camila Cabello (com DaBaby)               | My Oh My                | Romance                     | Sim     | - Jonathan Lyndale Kirk - Louis Bell - Adam Feeney - Savan Kotecha - Anthony Clemons, Jr.                                                                                | Não      | —        |      |

### 2021-2022
| Ano  | Artista                                  | Canção                 | Álbum                   | Letra   | Letra | Produção | Produção | Ref. |
| Ano  | Artista                                  | Canção                 | Álbum                   | Crédito | Com | Crédito  | Com      | Ref. |
| ---- | ---------------------------------------- | ---------------------- | ----------------------- | ------- | --- | -------- | -------- | ---- |
| 2021 | Camila Cabello                           | Don't Go Yet           | Familia                 | Sim     | - Mike Sabat - Scott Harris - E. Frederic                                                                           | Não      | —        |      |
| 2021 | Camila Cabello                           | Million To One         | Cinderella (Soundtrack) | Sim     | Scott harris | Não      |          |      |
| 2021 | Camila Cabello (com Tainy e Myke Towers) | Oh Na Na               |                         | Sim     | - Ilya Salmanzadeh - Savan Kotecha - Tainy - Alejandro Borreno - Ivanni Rodriguez - Myke Towers - Rickard Goransson | Não      |          |      |
| 2022 | Camila Cabello (com Ed Sheeran)          | Bam Bam                | Familia                 | Sim     | - Cheche Alara - Ed Sheeran - Edgar Barrera - Eric Frederick - Scott Harris                                         | Não      |          |      |
| 2022 | Camila Cabello                           | Celia                  | Familia                 | Sim     | - Carolina Bernal - Edgar Berrera - Eric Frederic - Jose Castillo - Scott Harris                                    | Não      |          |      |
| 2022 | Camila Cabello (com Willow)              | psychofreak            | Familia                 | Sim     | - Eric Frederic - Josh Farro - Scott Harris - Tom Peyton - Willow                                                   | Não      |          |      |
| 2022 | Camila Cabello                           | La Buena Vida          | Familia                 | Sim     | - Cheche Alara - Edgar Berrera - Eric Frederic                                                                      | Não      |          |      |
| 2022 | Camila Cabello                           | Quiet                  | Familia                 | Sim     | - Eric Frederic - Scott Harris                                                                                      | Não      |          |      |
| 2022 | Camila Cabello                           | Boys Don't Cry         | Familia                 | Sim     | - Eric Frederic - Hue Strother - Jonah Shy - Scott Harris                                                           | Não      |          |      |
| 2022 | Camila Cabello (com Maria Becerra)       | Hasta Los Dientes      | Familia                 | Sim     | - Eric Frederic - Hue Strother - Jonah Shy - Scott Harris                                                           | Não      |          |      |
| 2022 | Camila Cabello                           | No Doubt               | Familia                 | Sim     | - Eric Frederic - Mike Sabath - Scott Harris                                                                        | Não      |          |      |
| 2022 | Camila Cabello (com Yotuel)              | Lola                   | Familia                 | Sim     | - Mike Sabath - Scott Harris - Yotuel                                                                               | Não      |          |      |
| 2022 | Camila Cabello                           | Everyone At This Party | Familia                 | Sim     | - Eric Frederic - Scott Harris                                                                                      | Não      |          |      |
| 2022 | Stromae (com Camila Cabello)             | Mon Amour              |                         | Sim     | - Luc Van Haver - Stromae                                                                                           | Não      |          |      |
| 2022 | Oxlade (com Camila Cabello)              | KU LO SA               | KU LO SA (remix)        | Sim     | - Oxlade - Ozedikus                                                                                                 | Não      |          |      |
| 2022 | Camilo (com Camila Cabello)              | Ambulancia             | De Adentro Pa Afuera    | Sim     | - Edgar Barrera - Camilo Echeverry - Juan Morelli                                                                   | Não      |          |      |